# 密蔵寺
密蔵寺（みつぞうじ）は、香川県三豊市財田町にある寺院。宗派は高野山真言宗、本尊は薬師如来で、新四国曼荼羅霊場第22番札所。
御詠歌：南無薬師　瑠璃の御壺の　加持水は　よろずのやまい　すくいまします

## 概要・歴史
聖宝理源大師の開基で、本尊薬師如来は恵心僧都の作と伝えられ、財田薬師（たからだやくし）との愛称で霊験あらたかである。
昔は当地より1kmほど奥に本篠城があり、城主財田左兵衛頭義宗の祈願所として、相対した山上に金堂坊舎があったが、天正7年（1579年）長曽我部の兵火で焼失したが本尊は無事だったとあるが、戦国時代から200年以上の後世に書かれた青蓮院蜜蔵寺縁起に記載されたものであることから史実とは言い難い。元和から寛永改元（1623年）頃、青蓮寺密蔵坊の古跡を当地に移して現在に至る。
文化13年以降（1816年）

## 交通案内
鉄道
- 四国旅客鉄道（JR四国）土讃線 讃岐財田駅よりタクシーで約7分。

## 前後の札所
新四国曼荼羅霊場
21番 伊舎那院-- 22番 密蔵寺 -- 23番 琴弾八幡宮